# Drew VerHagen
Drew Edward VerHagen (né le 22 octobre 1990 à Royse City, Texas, États-Unis) est un lanceur droitier des Ligues majeures de baseball.

## Carrière
Joueur des Commodores de l'université Vanderbilt, Drew VerHagen est repêché au 4e tour de sélection par les Tigers de Détroit en 2012. Il fait ses débuts dans le baseball majeur comme lanceur partant des Tigers dans une défaite contre les Indians de Cleveland le 19 juillet 2014.